# Movimiento de la Juventud Muyahidín
El Movimiento de la Juventud Muyahidín es un movimiento político y militar de Somalia. La organización fue creada en abril de 2007, con la unión de los combatientes de la Unión de Tribunales Islámicos de Somalia, algunos combatientes que venían de Mogadiscio y guerrilleros del movimiento de la juventud combatiente Al-Shabaab. 

## Historia
El movimiento se reorganizó en febrero de 2007 en Mogadiscio y en otras ciudades y comenzó a reclutar a nuevos combatientes y a reorganizar a los antiguos para luchar contra los etíopes, se suponía que estaban dirigidos por Adan Hashi Ayro, el comandante militar de las cortes de Mogadiscio, supuestamente entrenado en Afganistán y sospechoso de participar en actos terroristas contra los Estados Unidos, el cual fue nombrado como delegado de Al Qaeda en Somalia, el 22 de mayo de 2007, pero los especialistas consideraban que no era el líder de la organización, la cual estaría en manos de un jefe que no pertenecería al clan de los Hawiye.
En marzo de 2007 diversos subclanes hawiye se les unieron y pudieron atacar la capital y la presencia etíope ayudó a consolidar el movimiento. Miles de ciudadanos tuvieron que huir de los combates a la capital. En abril Al-Shabbab se reunió en Mogadiscio, con diversas organizaciones islámicas incluyendo antiguos miembros de Al-Itihaad al-Islamiya (acusado de ser un grupo de Al Qaeda) y los Hermanos Musulmanes. De esta reunión surgió el Movimiento de la Juventud Muyahidín que no se dio a conocer hasta finales de junio cuando trató de asesinar al primer ministro Ali Mohamed Gedi.
Posteriormente, los muyahidines dominaron la región de Mogadiscio hacia el sur (la parte media y baja del valle de Shabele) y el valle bajo de Juba principalmente, mientras el resto de las fuerzas de las cortes, estaba aliado con otros grupos de la oposición y se dirigían hacia Asmara (septiembre de 2007) al mismo tiempo, la Alianza para la Reliberación de Somalia dominaba el norte, este y nordeste de Mogadiscio.
- Datos: Q9035507